# Матис (Тексас)
Матис (енгл. Mathis) град је у америчкој савезној држави Тексас. По попису становништва из 2010. у њему је живело 4.942 становника.

## Демографија
Према попису становништва из 2010. у граду је живело 4.942 становника, што је 92 (1,8%) становника мање него 2000. године.
| Група             | 2000.         | 2010.         |
| Белци             | 371 (7,4%)    | 342 (6,9%)    |
| Афроамериканци    | 82 (1,6%)     | 76 (1,5%)     |
| Азијати           | 21 (0,4%)     | 5 (0,1%)      |
| Хиспаноамериканци | 4.556 (90,5%) | 4.527 (91,6%) |
| Укупно            | 5.034         | 4.942         |